# Miloșești (okręg Giurgiu)
Miloșești – wieś w Rumunii, w okręgu Giurgiu, w gminie Herăști. W 2011 roku liczyła 254 mieszkańców.